# Alophopimpla polia
Alophopimpla polia är en stekelart som beskrevs av Setsuya Momoi 1966. Alophopimpla polia ingår i släktet Alophopimpla och familjen brokparasitsteklar. Inga underarter finns listade i Catalogue of Life.